# Beiyunfloden
Beiyunfloden eller Norra kanalen eller Bei Yunhe (kinesiska: 北运河) är en kanal i Kina. Kanalel är den nordligaste delen på den historiska Kejsarkanalen som löper från Peking i norr till Hangzhou i söder.
Beiyunflodens sträckning är från där Tonghuifloden förenas med Wenyufloden öster om Peking vid östra Sjätte ringvägen och öster ut tills den förenas med Yongdingfloden.